# Stéphane Brel
Pour les articles homonymes, voir Brel (homonymie).
Stéphane Brel, né le 12 juin 1972, est un acteur français.

## Biographie
Stéphane Brel est né le 12 juin 1972.[réf. nécessaire]

## Filmographie

### Cinéma

#### Longs métrages
- 2006 : L'Entente cordiale de Vincent de Brus : Matt
- 2007 : Le Deuxième Souffle d'Alain Corneau : Poupon
- 2010 : Crime d'amour d'Alain Corneau : Le voisin d'Isabelle
- 2018 : Grâce à Dieu de François Ozon : Louis Debord
- 2022 : La Brigade de Louis-Julien Petit : Mikaël
- 2022 : Tropic d'Édouard Salier : L'intervenant du concours
- 2023 : Sous le tapis de Camille Japy : Matthieu
- 2023 : Quand tu seras grand d'Andréa Bescond et Éric Métayer : Le père de Brieuc

#### Courts métrages
- 2006 : Le moment venu de Thomas Forwood
- 2006 : Coup de foudre de Vincent Primault et Hédi Tillette de Clermont-Tonerre : L'ami de Joseph
- 2008 : Ciels de traîne de Daniel Metge
- 2009 : Cadeau de rupture de Vincent Trintignant : Le vendeur de la bijouterie
- 2015 : Jumble Up de Léo Karmann : L'homme élégant

### Télévision

#### Séries télévisées
- 1998 : Julie Lescaut : Fred
- 1998 : Anne Le Guen : Le journaliste de l'interview
- 1999 : Une femme d'honneur : Hervé Lavandier
- 2002 : Nestor Burma : Gaëtan
- 2004 : Fargas : Frayssinet
- 2009 : Seconde Chance : Victor Bosson
- 2009 : Les bleus : Premiers pas dans la police : Stanislas Meyrac
- 2012 : Famille d'accueil : Eric
- 2012 : Fais pas ci, fais pas ça : L'homme du bar
- 2014 : Section de recherches : Simon Nowak
- 2014 / 2023 : Candice Renoir : Fabrice Garel / Sébastien Gazini
- 2015 : Camping Paradis : Rémy Holder
- 2019 : La Loi d'Alexandre : Paul Malory
- 2019 - 2021 : Mortel : Hervé
- 2021 : Crimes parfaits : Pierrick Robert
- Depuis 2025 : Un si grand soleil : Pascal Marceau[1]

#### Téléfilms
- 2001 : Des croix sur la mer de Luc Béraud : Gwenolé
- 2005 : Le Temps meurtrier de Philippe Monnier : Alain Raucourt
- 2008 : Répercussions de Caroline Huppert : Julien Ternisien
- 2010 : Les Châtaigniers du désert de Caroline Huppert : Pasteur Johann Wirth
- 2017 : Meurtres à Sarlat de Delphine Lemoine : Vincent Signol
- 2020 : Claire Andrieux d'Olivier Jahan : Le psychiatre
- 2020 : Pour l'honneur d'un fils d'Olivier Guignard : Alain Croze
- 2024 : Le Vent des sables de Stéphane Kappes : Patrick Vernet